# Route nationale 166
Pour les articles homonymes, voir Route 166.
La route nationale 166, ou RN 166, est une route nationale française d'environ 44 km reliant Vannes à Ploërmel.
Avant la réforme de 1972, la RN 166 possédait un tronçon de Ploërmel à Dinard, via Dinan : ce tronçon a été déclassé en RD 166 et RD 266 en Ille-et-Vilaine et en RD 766 dans les Côtes-d'Armor et dans le Morbihan.
Il est prévu d'achever totalement la voie express entre Vannes et Ploërmel en réaménageant l'échangeur avec la N 24 et celui avec la N 166. 

## De Vannes à Ploërmel
Les communes traversées sont :
- Vannes (km 0)
- Elven (km 13)
- La Chapelle-Caro (km 35)
- Ploërmel où elle rejoint la RN 24 (km 43)

### Les sorties
- Échangeur entre RN 165 et RN 166 : 
  - Vers Nantes, Sarzeau
  - Vers Lorient, Auray, Arradon
- Périphérie de Vannes.
- Tréalvé - D 775 : Saint-Avé, Vannes-Centre, ZI de Kermelin, ZI du Prat, Centre Hospitalier Chubert
- Début de la section à 2x2 voies.
- Aire de service Saint-Nolff (sens Vannes - Ploërmel)
- Kerboulard - D 775 : Saint-Nolff, Treffléan, Questembert, Redon
- Lamboux - D 1 : Elven, Trédion, La Vraie-Croix
- Kerzio - D 766 (depuis Ploërmel seulement) : Elven
- Kerchou - D 776 (depuis Vannes et vers les deux sens) : Saint-Guyomard, Le Cours
- L'Ermitage - D 139 (depuis et vers Ploërmel) : Saint-Guyomard, Le Cours
- Aire de repos des Landes de Lanvaux (sens  Vannes - Ploërmel)
- Bellevue - D 112 : Bohal, Saint-Marcel, Malestroit, Pleucadeuc, Questembert
- Aire de repos du Maquis de La Nouette (sens  Ploërmel - Vannes)
- Le Gros Chêne - D 10 : Sérent, Malestroit
- Pont sur  l'Oust.
- Le Val d'Oust - D 764 : La Chapelle-Caro, Le Roc-Saint-André, Malestroit, Josselin
- Le Vent - D 766a (depuis et vers Ploërmel) : La Chapelle-Caro
- Ville Briend - D 766 : Montertelot
- La Gaudinais (depuis Ploërmel et sens Vannes - Ploërmel)
- à 200 m  Avant fin de la section à 2x2 voies.
- Fin de la section à 2x2 voies.
- Portion courte sans séparateur central.
- Intersection de Saint-Antoine : Saint-Antoine ; Saint-Armel, Bresleau (en cours de suppression)
- Échangeur entre RN 166 et RN 24 Rennes, Saint-Malo, Dinan, Autres Directions (depuis et vers Rennes)
- Entrée dans Ploërmel, fin de la N166

## De Ploërmel à Dinard
- Ploërmel (km 43)
- Mauron (km 63)
- Saint-Méen-le-Grand (km 77)
- Caulnes (km 89)
- Dinan (km 112)
- Dinard (km 133)